# Віт Вреха
Віт Вреха (пол. Wit Vrecha; ? — 23 січня 1809, Львів
) — професор етики, логіки і метафізики Львівського університету, ректор університету 1787—1788 академічного року.

## Життєпис
Приїхав до Львова 11 лютого 1774 року і посів кафедру логіки, етики і метафізики на філософському факультеті Львівського університету. У викладах використовував підручники німецького філософа Йоганна Ґеорґа Гайнріха Федера (1740—1821): «Grundriss der philosophischen Wissenschaften» (1767) та «Institutiones logicae et metaphysicae» (1777). Викладав ясно і логічно.
У 1786—1787, 1790—1791, 1797—1798 і 1802—1803 роках був деканом філософського факультету Львівського університету.
Помер у Львові 23 січня 1809 року..